# العلاقات الفيجية الكونغوية
العلاقات الكونغولية الفيجية هي العلاقات الثنائية التي تجمع بين جمهورية الكونغو وفيجي.

## مقارنة بين البلدين
هذه مقارنة عامة ومرجعية للدولتين:
| وجه المقارنة                                              | [[تصنيف:صفحات تستخدم رمز علم غير موجود\|]] جمهورية الكونغو | فيجي                                                                 |
| --------------------------------------------------------- | ---------------------------------------------------------- | -------------------------------------------------------------------- |
| المساحة (كم2)                                             | 342.00 ألف                                                 | 18.27 ألف                                                            |
| عدد السكان (نسمة)                                         | 5.26 مليون                                                 | 915.30 ألف                                                           |
| الكثافة السكانية (ن./كم²)                                 | 15.38                                                      | 50.1                                                                 |
| العاصمة                                                   | برازافيل                                                   | سوفا                                                                 |
| اللغة الرسمية                                             | لغة فرنسية                                                 | لغة إنجليزية، اللغة الفيجية، اللغة الفيجي الهندية، اللغة الهندستانية |
| العملة                                                    | فرنك وسط أفريقي                                            | دولار فيجي                                                           |
| الناتج المحلي الإجمالي (بليون دولار)                      | 8.72 مليار                                                 | 5.06 مليار                                                           |
| الناتج المحلي الإجمالي (تعادل القوة الشرائية) بليون دولار | 29.48 مليار                                                | 8.32 مليار                                                           |
| الناتج المحلي الإجمالي الاسمي للفرد دولار أمريكي          | 1.85 ألف                                                   | 4.96 ألف                                                             |
| الناتج المحلي الإجمالي للفرد دولار أمريكي                 |                                                            | 8.79 ألف                                                             |
| مؤشر التنمية البشرية                                      | 0.591                                                      | 0.727                                                                |
| رمز المكالمات الدولي                                      | +242                                                       | +679                                                                 |
| رمز الإنترنت                                              | .cg                                                        | .fj                                                                  |
| المنطقة الزمنية                                           | ت ع م+01:00                                                | ت ع م+12:00                                                          |

## منظمات دولية مشتركة
يشترك البلدان في عضوية مجموعة من المنظمات الدولية، منها:
| علم المنظمة | اسم المنظمة                                 | تاريخ انضمام جمهورية الكونغو | تاريخ انضمام فيجي |
| ----------- | ------------------------------------------- | ---------------------------- | ----------------- |
|             | البنك الدولي للإنشاء والتعمير               | 10 يوليو 1963                | 28 مايو 1971      |
|             | يونسكو                                      | 24 أكتوبر 1960               | 14 يوليو 1983     |
|             | منظمة التجارة العالمية                      | ?                            | ?                 |
|             | وكالة ضمان الاستثمار متعدد الأطراف          | 16 أكتوبر 1991               | 24 سبتمبر 1990    |
|             | منظمة الشرطة الجنائية الدولية               | ?                            | ?                 |
|             | مؤسسة التمويل الدولية                       | 1 أكتوبر 1980                | 12 يوليو 1979     |
|             | الأمم المتحدة                               | 20 سبتمبر 1960               | 13 أكتوبر 1970    |
|             | مجموعة دول أفريقيا والكاريبي والمحيط الهادئ | ?                            | ?                 |
|             | مؤسسة التنمية الدولية                       | 8 نوفمبر 1963                | 29 سبتمبر 1972    |
|             | منظمة حظر الأسلحة الكيميائية                | ?                            | ?                 |
|             | المركز الدولي لتسوية المنازعات الاستشارية   | 14 أكتوبر 1966               | 10 سبتمبر 1977    |

## وصلات خارجية
- موقع وزارة الخارجية الفيجية